# Вессель, Каспар
Каспар Вессель (норв. Caspar Wessel; 1745—1818) — датско-норвежский математик, по профессии землемер.
Автор сочинения «Об аналитическом представлении направлений» (1799), посвященного теории векторов на плоскости и в пространстве, в котором впервые дано геометрическое представление комплексных чисел. В течение столетия сочинение Весселя оставалось неизвестным, а его результаты открывались вновь.

## Биография
Вессель родился в Вестбю, Норвегия. В 1763 году, завершив среднюю школу, он отправился в Данию для дальнейшего обучения. В 1778 году он получил степень Candidatus juris. С 1794 он работал в качестве инспектора (с 1798 как Королевский инспектор Топогеодезии).
Математические аспекты геодезии привели его к изучению геометрического значения комплексных чисел. Его основной труд, Om directionens analytiske betegning/Об аналитическом представлении направлений, был опубликован в 1799 году Датской королевской академией наук и литературы. Поскольку публикация была написана на датском, она осталась практически незамеченной, и те же результаты были позже самостоятельно найдены Жаном Арганом в 1806 году и Карлом Гауссом в 1831-м.
Приоритет Каспара Весселя в представлении комплексного числа как точки на комплексной плоскости является сегодня общепризнанным. Его доклад был повторно издан на французском в 1899 году, а также на английском в 1999 году (On the analytic representation of direction (ред. J. Lützen и др.).
Старший брат Йохан Герман Вессель является одним из основных имён в датско-норвежской литературе.

## Список терминов, связанных с именем Весселя
- Комплексное число
- Комплексная плоскость

## Книги
- Каспар Вессель. Об аналитическом представлении направлений = Om directionens analytiske betegning. — 1799.